# Adam Wawrosz
Adam Wawrosz (24. prosince 1913 Konská – 18. prosince 1971 Třinec) byl polský básník, spisovatel a národní aktivista polské menšiny na Těšínsku.

## Životopis
Narodil se v obci Końska v krejčovské rodině jako nejmladší z devíti dětí (dvě z nich zemřely ve velmi mladém věku; jednou z jeho sester byla evangelická diakonka Zuzana Wawroszová). Otec padl během první světové války a sedm dětí bylo vychováváno matkou, ale Adam byl vychováván prarodiči v beskydské vesnici Tyra na Třinecku. Jejich zásluhou se seznámil s lidovou kulturou Beskyd. Zpočátku navštěvoval polskou základní školu, ale pod nátlakem lesníka, který zaměstnával jeho dědečka, byl chlapec přeložen do české školy. Po ukončení školy se vrátil domů ke svým sourozencům, kde absolvoval krejčovský kurz, jako jeho otec i když se této profesi nevěnoval. Úspěšně ukončil kurz réžie a loutkový kurz ve Starych Trokach ve Vilniuském kraji a v roce 1937 založil loutkové divadlo "Iskra", pro které psal loutkové hry. Zajímal se také o kabaretní tvorbu.
Po začátku druhé světové války se dobrovolně angažoval v polské armádě, kde bojoval v nezávislé operační skupině "Polesie" generála Kleeberga. V září 1939 se zúčastnil bitvy u Kocka. Po porážce zářijové kampaně byl Němci vězněn a deportován do koncentračního tábora. Důvodem byla satirická báseň o Hitlerovi, napsaná před válkou.
Byl vězněn v Gross-Bornu, Sachsenhausenu a v Dachau. Po válce pracoval v dělnických profesích v Třineckých železárnách. Po otevření závodního klubu byl osm let jeho vedoucím. Byl aktivním členem Polského kulturně-osvětového svazu (PZKO) v Československu. V letech 1958-1962 byl uměleckým ředitelem loutkového divadla "Bajka" , vedl polskou rubriku závodního časopisu "Hutník". Také publikoval v novinách "Głos Ludu", měsičníku "Zwrot" a v dalších časopisech. Byl spoluzakladatelem estrádního souboru Torka.

## Tvorba
Psal v literární polštině a ve slezském nářečí. Texty psané v dialektu byly základem jeho díla - popisovaly každodenní život v regionu, jeho kulturu a tradice. Ve své tvorbě v těšínském nářečí dokázal výjimečně dovedně využít estetickou funkci dialektu. Jeho texty, přestože jsou psány v útvaru nespisovném, mají uměleckou hodnotu, jsou vážné i dojemné, smutné i komické, v každém případě kvalitní, vkusné upřímné a "lidské". Týkají se tradičních morálních hodnot s moderním světem a jeho technickými vymoženostmi, lidských vztahů v těch nejintimnějších svazcích i v širších komunitách. Své vzpomínky z koncentračního tábora popsal v polštině. Psal jak poezii, tak i prózu. Významná je také jeho dramatická tvorba pro ochotnická divadla ( Droga do Gutów, U starzyka rżnie muzyka, Zolyty, Malowane wajca,Nowi ludzie a další). Pro loutkové divadlo napsal řadu her, jako Jasełka śląskie, Najdroższy skarb, Koziołek Fik-Mik, Lampa Aladyna, O wilku i kózce a jiné.
- Niezapominajki (1954, 1968) – básnická sbírka
- Na śćmiywku (1959) –próza
- Z naszej nolepy (1969) – próza
- Z Adamowej dzichty (1977, 1994) – výběr z tvorby spisovatele